# Маурер, Ули
Ули Ма́урер (нем. Ueli Maurer, родился 1 декабря 1950, Ветцикон, Цюрих, Швейцария) — швейцарский государственный и политический деятель. Президент Швейцарии с 1 января по 31 декабря 2013 года и с 1 января по 31 декабря 2019 года.

## Биография
Сын швейцарского крестьянина. Отец шестерых детей.
Депутат парламента Цюриха в 1983—1991 годах, в 1990—1991 годах его председатель. Депутат Национального совета Швейцарии с 1991 года. 111-й член Федерального совета, глава департамента обороны, гражданской защиты и спорта Швейцарии с 1 января 2009 года по 31 декабря 2015 года, глава Департамента финансов с 1 января 2016 года. Член Швейцарской народной партии, её президент в 1996—2008 годах. Его избрание в Федеральный совет сопровождалось многочисленными скандалами. Кандидатура Маурера, имеющего репутацию националистически ориентированного политика, вызвала возражение со стороны либерально ориентированной общественности. Однако, с минимальным количеством голосов, требующихся для избрания, прошёл в Федеральный совет, как член партии, имеющей самое большое представительство в нынешнем парламенте страны.
С 1 января 2012 года — вице-президент Швейцарии. С 1 января по 31 декабря 2013 года — президент Швейцарии. С 1 января 2018 года избран вице-президентом Швейцарии.
В начале декабря 2018 года был избран во второй раз президентом страны. В должность вступил 1 января 2019 года и занимал этот пост до конца года.
В сентябре 2022 года, неожиданно для всех, принял решение выйти из Федерального собрания Швейцарии.
1 января 2023 года после завершения работы в правительстве страны, Маурер вошел в состав комитета по этике МОКа.

## Семья
Женат, имеет шестерых детей.